# Kenseikai

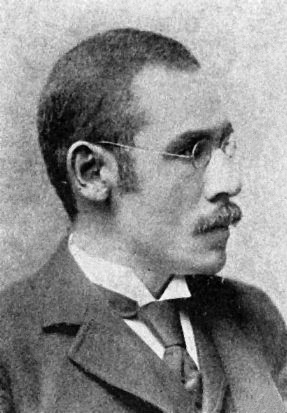
Katō Takaaki, figura central del Kenseikai.

El Kenseikai (憲政会?  Partido Constitucional) fue un partido político japonés que existió durante la era Taishō y comienzos de la era Shōwa.
Fue fundado en octubre de 1916, a partir de la unión del Rikken Dōshikai, Chūseikai y el Club Kōyū. Esta unión dio un total de 197 escaños en la cámara baja de la Dieta de Japón, formando una mayoría, y aumentó las expectativas de su presidente, Katō Takaaki, quien se podría convertir en el próximo primer ministro de Japón. El partido fue apoyado por el zaibatsu Mitsubishi, debido a los lazos familiares con su líder.
Sin embargo, el genrō inesperadamente nominó al General Terauchi Masatake para el puesto de primer ministro. El Kenseikai inició con una moción de censura, que subsecuentemente disolvió la Dieta y condujo a la aislamiento política del Kenseikai por casi una década.
En 1924, el Kenseikai se alió con el Rikken Seiyūkai y el Club Kakushin para formar una mayoría en la Dieta con más de 150 escaños, con el propósito de poner término a la administración de Kiyoura Keigo. Katō Takaaki fue nombrado finalmente primer ministro, y su coalición de tres partidos (Goken Sanpa Naikaku) se enfocó en la reforma de la política doméstica y una política externa moderada. Presionó fuertemente para gobernar según la Constitución Meiji, sin la influencia o control de los genrō. También estaba a favor del sufragio universal masculino y muchas reformas necesarios en las leyes laborales y en la situación económica para los agricultores. Sin embargo, a pesar de su imagen liberal, la coalición aprobó la Leyes de Preservación de la Paz en 1925.
En junio de 1927 el Kenseikai se unió con el Seiyūhontō para formar el Rikken Minseitō.

## Resultados electorales
| Elecciones | Candidato    | # de votos | % de votos | # de escaños | ±- |
| ---------- | ------------ | ---------- | ---------- | ------------ | -- |
| 1917       | Katō Takaaki | 467.518    | 35,94%     | 121/381      |    |
| 1920       | Katō Takaaki | 715.500    | 27,11%     | 110/464      | 11 |
| 1924       | Katō Takaaki | 872.533    | 29,35%     | 151/464      | 41 |